# Railway Stadium
El Railway Stadium, conocido oficialmente como Garhi Shahu Railway Stadium, es un estadio multiusos ubicado en la ciudad de Lahore en Pakistán.

## Historia
El estadio cuenta con capacidad para 5000 espectadores y fue la sede de la selección nacional por varias décadas hasta que se mudara al People's Football Stadium tras su remodelación en 1999.
El estadio fue sede de la Copa de Pakistán de 2015, y también fue sede de la clasificación de AFC para la Copa Mundial de Fútbol de 1998, donde en ambos partidos Pakistán perdió.